# Сатир II
Сатѝр II (лат. Satyrus, дав.-гр. Σάτυρος, нар.(невід.) — пом.309/308 до н. е.) — цар Боспорської держави (310/309 — 309/308 до н. е.) з династії Спартокідів. Син і спадкоємець царя Перісада I. Під час свого правління вів міжусобні війни з братом Євмелом. У цій боротьбі Сатир II звернувся за допомогою до скіфських та фракійських племен. Був смертельно поранений під час штурму фортеці племені фатеїв, що були союзниками Євмела.